# Ahmad Rifaat Pasha
Ahmad Rifaat Pacha (8 décembre 1825 – 15 mai 1858) est un membre de la dynastie de Muhammad Ali d'Égypte. Il était l'héritier présomptif de Sa'id Pacha.
En 1858, Ahmad Rifaat Pacha revient d'Alexandrie dans un train privé et traverse le Nil au niveau du village de Kafr el-Zayyat. Le conducteur n'ayant pas fait attention au pont sur le Nil ouvert pour laisser passer les navires, le train tombe dans la rivière et le prince se noie.
Sa'id meurt en 1863, Isma'il Pacha lui succède alors.